# Fritz-Rudolf Schultz
Fritz-Rudolf Schultz (* 19. Februar 1917 in München; † 2. März 2002 in Gau-Bischofsheim) war ein deutscher Offizier und Politiker (FDP). Er war u. a. Mitglied des Rheinland-Pfälzischen Landtages und des Deutschen Bundestages. Von 1970 bis 1975 war er Wehrbeauftragter des Deutschen Bundestages.

## Leben
Fritz-Rudolf Schultz wurde als Sohn eines Offiziers geboren. Nach dem Abitur 1935 am Landeserziehungsheim Schondorf trat er in die Wehrmacht ein. Zunächst diente er in der Nachrichtentruppe, bis er dann 1937 im Panzer-Regiment 3 zum Leutnant befördert wurde. 1938 wurde er auf das Familiengut entlassen.
Mit Kriegsbeginn wurde er in das Panzer-Regiment 35 einberufen, mit dem er als Ordonnanzoffizier an der West- und Ostfront eingesetzt war. Er wurde zum Oberleutnant befördert und als Nachrichtenoffizier und Adjutant verwandt. 1942 erfolgte die Beförderung zum Hauptmann mit der Übernahme eines Bataillonskommandos. 1943 wurde er mit dem Deutschen Kreuz in Gold ausgezeichnet. Nach Kämpfen in der Ukraine 1944 das Ritterkreuz des Eisernen Kreuzes. 1944 erfolgte die Beförderung zum Major der Reserve und die Auszeichnung mit dem Eichenlaub zum Ritterkreuz des Eisernen Kreuzes. 1945 wurde er Stabsoffizier in der Heeresgruppe A. Mit Ende des Krieges geriet er in US-amerikanische Kriegsgefangenschaft.
Nach dem Krieg leitete er zunächst das Wein- und Sektgut Oberst Schultz-Werner seiner Eltern in Gau-Bischofsheim. Außerdem wurde er 1953 Vizepräsident des Rheinischen Bauernverbandes, den er 1948 mitbegründet hatte. Ferner war er Mitglied der Deutschen Atlantischen Gesellschaft.

## Politik
Schultz war ab 1947 Mitglied des Gemeinderats in Gau-Bischofsheim und ab 1952 Mitglied des Kreistags im Landkreis Mainz. 1951 trat er in die FDP ein.
Am 6. Oktober 1953 rückte er für den ausgeschiedenen Abgeordneten Karl Lahr in den Landtag Rheinland-Pfalz nach und wurde dort Mitglied des Weinbau- und Weinwirtschaftsausschusses. Bei der Landtagswahl 1955 errang er ein Mandat und wurde daraufhin zum Zweiten Vizepräsidenten des Landtags gewählt. Daneben war er von 1955 bis zu seiner Mandatsniederlegung am 11. November 1957 Mitglied des Ältestenrates, des Agrarpolitischen Ausschusses sowie des Zwischenausschusses.
Bei den Bundestagswahlen 1957, 1961, 1965 und 1969 wurde er jeweils über die Landesliste der FDP Rheinland-Pfalz in den Bundestag gewählt, dem er bis 1970 angehörte. Von 1963 bis 1965 war er stellvertretender Vorsitzender der FDP-Bundestagsfraktion. Er war u. a. Mitglied des Verteidigungsausschusses.
Am 11. März 1970 wurde er Wehrbeauftragter des Deutschen Bundestages. Dieses Amt hatte er bis zum 19. März 1975 inne.

## Ehrungen
- 1968: Verdienstkreuz 1. Klasse der Bundesrepublik Deutschland
- 1974: Großes Verdienstkreuz der Bundesrepublik Deutschland
- 1990: Verdienstorden des Landes Rheinland-Pfalz
- Karlsbrunnenpreis des Landkreises Mainz-Bingen

## Schriften (Auswahl)
- Tradition und Fortschritt. Handikaps der Bundeswehr – Armee in der Demokratie. In: Wolfram von Raven (Hrsg.): Armee gegen den Krieg. Wert und Wirkung der Bundeswehr. Seewald, Stuttgart-Degerloch 1966, S. 118–138.